# ABA Liga 2012-13
La ABA Liga 2012-13 fue la decimosegunda edición de la ABA Liga, competición que reunió a 14 equipos de Serbia, Croacia, Eslovenia, Montenegro, Bosnia Herzegovina, República de Macedonia y Hungría. El campeón fue por sexta vez el KK Partizan, tras derrotar en la final al Estrella Roja serbio.

## Equipos participantes
| País                 | Equipos | Equipo                | Ciudad        | Pabellón (Capacidad)                    |
| -------------------- | ------- | --------------------- | ------------- | --------------------------------------- |
| Croacia              | 4       |                       |               |                                         |
| Croacia              | 4       | Cibona                | Zagreb        | Dražen Petrović Basketball Hall (5,400) |
| Croacia              | 4       | Cedevita              | Zagreb        | Sutinska vrela (2,000)                  |
| Croacia              | 4       | Split                 | Split         | Arena Gripe (6,000)                     |
| Croacia              | 4       | Zadar                 | Zadar         | Krešimir Ćosić Hall (10,000)            |
| Serbia               | 3       |                       |               |                                         |
| Serbia               | 3       | Crvena zvezda Telekom | Belgrado      | Pionir Hall (8,150)                     |
| Serbia               | 3       | Partizan mt:s         | Belgrado      | Pionir Hall (8,150)                     |
| Serbia               | 3       | Radnički              | Kragujevac    | Hala Jezero (5,320)                     |
| Bosnia y Herzegovina | 2       |                       |               |                                         |
| Bosnia y Herzegovina | 2       | Igokea                | Aleksandrovac | Laktaši Sports Hall (3,000)             |
| Bosnia y Herzegovina | 2       | Široki WWin           | Široki Brijeg | Pecara (4,500)                          |
| Eslovenia            | 2       |                       |               |                                         |
| Eslovenia            | 2       | Krka                  | Novo mesto    | Leon Štukelj Hall (3,000)               |
| Eslovenia            | 2       | Union Olimpija        | Ljubljana     | Arena Stožice (12,480)                  |
| Hungría              | 1       | Szolnoki Olaj         | Szolnok       | Tiszaligeti Sportcsarnok (3,000)        |
| Macedonia            | 1       | MZT Skopje Aerodrom   | Skopje        | Boris Trajkovski Sports Center (8,000)  |
| Montenegro           | 1       | Budućnost VOLI        | Podgorica     | Morača Sports Center (5,000)            |

| Partizan mt:s Crvena zvezda Telekom Cedevita Cibona Split Zadar Radnički Union Olimpija Krka Široki WWin Igokea MZT Skopje Aerodrom Budućnost VOLI Localización de los equipos de la Temporada 2012–13 de la ABA (antigua Yugoslavia) | Szolnoki Olaj Localización de los equipos de la Temporada 2012–13 de la ABA (Hungría) |

## Temporada regular

### Clasificación
|    | Equipo                | Par. | G  | P  | PF   | PC   | Dif  | Pts | %    |
| -- | --------------------- | ---- | -- | -- | ---- | ---- | ---- | --- | ---- |
| 1  | Igokea                | 26   | 20 | 6  | 2013 | 1857 | +156 | 46  | .769 |
| 2  | Crvena zvezda Telekom | 26   | 18 | 8  | 2097 | 1889 | +208 | 44  | .692 |
| 3  | Radnički              | 26   | 17 | 9  | 2102 | 1978 | +124 | 43  | .654 |
| 4  | Partizan mt:s         | 26   | 16 | 10 | 1905 | 1832 | +73  | 42  | .615 |
| 5  | Budućnost VOLI        | 26   | 16 | 10 | 1864 | 1774 | +90  | 42  | .615 |
| 6  | Cedevita              | 26   | 15 | 11 | 1935 | 1907 | +28  | 41  | .577 |
| 7  | MZT Skopje Aerodrom   | 26   | 14 | 12 | 1933 | 1931 | +2   | 40  | .538 |
| 8  | Union Olimpija        | 26   | 13 | 13 | 1984 | 1976 | +8   | 39  | .500 |
| 9  | Krka                  | 26   | 9  | 17 | 1779 | 1906 | –127 | 35  | .346 |
| 10 | Široki WWin           | 26   | 9  | 17 | 1940 | 1996 | –56  | 35  | .346 |
| 11 | Cibona                | 26   | 9  | 17 | 2013 | 2031 | –18  | 35  | .346 |
| 12 | Zadar                 | 26   | 9  | 17 | 1928 | 2022 | –94  | 35  | .346 |
| 13 | Szolnoki Olaj         | 26   | 9  | 17 | 1878 | 2085 | –207 | 35  | .346 |
| 14 | Split                 | 26   | 8  | 18 | 1808 | 1995 | –187 | 34  | .308 |

|  | Clasificado para la Final four |
|  | Descendido                     |

Clasificación a 24 de marzo de 2013

### Resultados[2]
|                       | BUD   | CDV   | CIB     | CZV   | IGK   | KRK   | MZT   | PAR   | RKG    | SPL    | SZO     | ŠRK   | UOL   | ZDR   |
| Budućnost VOLI        |       | 74–78 | 60–64   | 72–63 | 76–71 | 74–66 | 87–71 | 62–81 | 80–78  | 66–47  | 88–63   | 65–57 | 79–75 | 76–60 |
| Cedevita              | 84–75 |       | 92–78   | 68–66 | 78–76 | 97–78 | 78–80 | 76–77 | 86–68  | 72–75  | 91–86   | 90–69 | 73–67 | 67–83 |
| Cibona                | 60–73 | 73–64 |         | 63–71 | 78–87 | 78–86 | 72–77 | 80–72 | 81–85  | 81–73  | 97–71   | 69–63 | 74–62 | 90–81 |
| Crvena zvezda Telekom | 79–63 | 90–65 | 97–95   |       | 75–76 | 79–61 | 87–72 | 84–76 | 87–73  | 94–67  | 103–74  | 69–57 | 87–76 | 88–79 |
| Igokea                | 70–61 | 56–64 | 94–88   | 80–77 |       | 84–75 | 79–55 | 73–50 | 88–85  | 79–64  | 86–84   | 89-73 | 87–82 | 90–75 |
| Krka                  | 51–66 | 62–63 | 69–67   | 52–57 | 63–83 |       | 68–80 | 58–66 | 52–77  | 79–68  | 71–56   | 74–71 | 79–76 | 78–62 |
| MZT Skopje Aerodrom   | 69–76 | 74–61 | 82–76   | 60–75 | 77–81 | 92–88 |       | 66–64 | 75–83  | 93–84  | 87–53   | 63–59 | 76–87 | 94–69 |
| Partizan mt:s         | 63–50 | 58–55 | 74–68   | 78–92 | 73–64 | 79–60 | 68–58 |       | 91–80  | 68–59  | 83–69   | 65–62 | 71–73 | 81–74 |
| Radnički              | 78–63 | 85–77 | 105-101 | 80–75 | 73–78 | 84–71 | 89–83 | 78–76 |        | 72–63  | 97–72   | 73–59 | 65–71 | 92–79 |
| Split                 | 71–69 | 74–71 | 72–62   | 87–81 | 60–68 | 61–71 | 73–65 | 72–79 | 63–81  |        | 62–70   | 88–83 | 78–70 | 75–78 |
| Szolnoki Olaj         | 50–75 | 64–59 | 75–71   | 83–96 | 78–82 | 72–69 | 81–72 | 70–68 | 66–78  | 75–67  |         | 69–75 | 89–72 | 90–76 |
| Široki WWin           | 70–76 | 75–77 | 81–89   | 78–74 | 63–69 | 73–68 | 71–72 | 87–80 | 85–100 | 101–64 | 102-101 |       | 80–83 | 80–71 |
| Union Olimpija        | 95–92 | 71–75 | 87–82   | 56–70 | 69–63 | 76–63 | 60–64 | 82–86 | 81–75  | 82–73  | 83–63   | 82–85 |       | 88–81 |
| Zadar                 | 60–72 | 73–74 | 78–76   | 98–81 | 61–60 | 65–67 | 68–76 | 80–78 | 75–68  | 85–68  | 72–54   | 76–81 | 66–78 |       |

## Final four
Partidos disputadoe en el Laktaši Sports Hall, Laktaši, Bosnia y Herzegovina el 25 y 27 de abril de 2013.

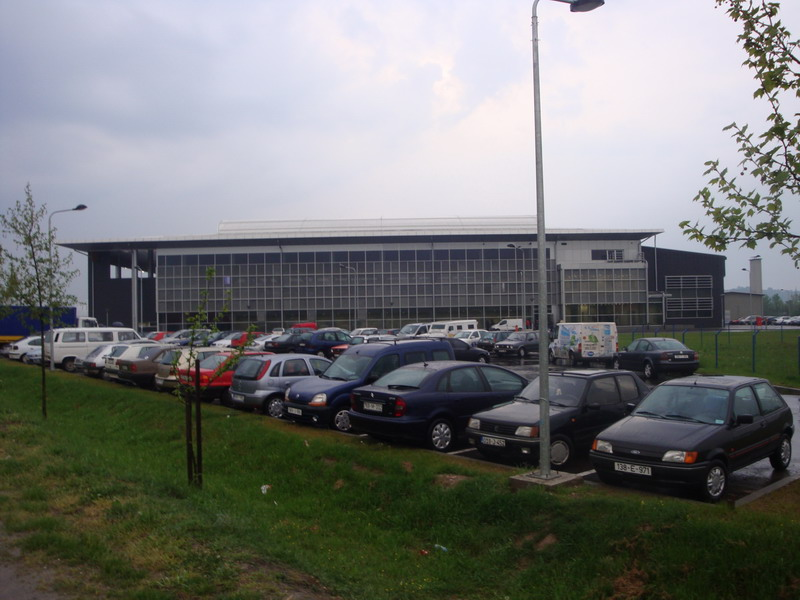
Laktaši Sports Hall

|  | Semifinales | Semifinales           | Semifinales           |                       |               | Final         | Final | Final |  |
|  |             |                       |                       |                       |               |               |       |       |  |
|  |             |                       |                       |                       |               |               |       |       |  |
|  | 1           | Igokea                | 57                    |                       |               |               |       |       |  |
|  | 1           | Igokea                | 57                    |                       |               |               |       |       |  |
|  | 4           | Partizan mt:s         | 63                    |                       |               |               |       |       |  |
|  | 4           | Partizan mt:s         | 63                    |                       | Partizan mt:s | Partizan mt:s | 71    |       |  |
|  |             |                       |                       |                       | Partizan mt:s | Partizan mt:s | 71    |       |  |
|  |             |                       | Crvena zvezda Telekom | Crvena zvezda Telekom | 63            |               |       |       |  |
|  | 2           | Crvena zvezda Telekom | Crvena zvezda Telekom | Crvena zvezda Telekom | 63            | 79            |       |       |  |
|  | 2           | Crvena zvezda Telekom |                       |                       |               | 79            |       |       |  |
|  | 3           | Radnički Kragujevac   | 78                    |                       |               |               |       |       |  |
|  | 3           | Radnički Kragujevac   | 78                    |                       |               |               |       |       |  |
|  |             |                       |                       |                       |               |               |       |       |  |

### Semifinales
| 25 de abril de 2013 | Crvena zvezda Telekom                     | 79–78                | Radnički Kragujevac                      | |  |
| 17:00               |                                           |                      |                                          | |  |
|                     | Estadísticas Katić 22 Savović 11 Nelson 6 | Reporte Pts Reb Asts | Estadísticas Ćapin 25 White 7 Krstović 4 | Pabellón: Laktaši Sports Hall, Laktaši Asistencia: 3.000 espectadores Árbitros: Belošević Ilija, Dožai Srdjan, Herceg Siniša |  |

| 25 de abril de 2013 | Igokea                                          | 57–63                | Partizan mt:s                                           | |  |
| 21:00               |                                                 |                      |                                                         | |  |
|                     | Estadísticas Edwards 19 Edwards 11 Joksimović 4 | Reporte Pts Reb Asts | Estadísticas Lauvergne 12 Bertans, Musli 6 Westermann 4 | Pabellón: Laktaši Sports Hall, Laktaši Asistencia: 3.000 espectadores Árbitros: Pukl Sašo, Boltauzer Matej, Javor Damir |  |

### Final
| 27 de abril de 2013 | Partizan mt:s                                              | 71–63                | Crvena zvezda Telekom                              | |  |
|                     |                                                            |                      |                                                    | |  |
|                     | Estadísticas Westermann 15 Lauvergne, Gagić 6 Westermann 3 | Reporte Pts Reb Asts | Estadísticas Katić 19 Katić 12 Rakočević, Nelson 3 | Pabellón: Laktaši Sports Hall, Laktaši Asistencia: 3.000 espectadores Árbitros: Pukl Sašo, Belošević Ilija, Boltauzer Matej |  |

| Campeón de la Liga ABA 2012–13 |
| ------------------------------ |
| Partizan mt:s 6º título        |

## Líderes estadísticos
Al término de la temporada regular.

### Valoración
| Pos | Nombre           | Equipo        | Partidos | Valoración | PIR   |
| --- | ---------------- | ------------- | -------- | ---------- | ----- |
| 1.  | Aleksandar Ćapin | Radnički      | 460      | 22         | 20.91 |
| 2.  | Romeo Travis     | Zadar         | 455      | 25         | 18.20 |
| 3.  | Márton Báder     | Szolnoki Olaj | 417      | 24         | 17.38 |
| 4.  | Boris Savović    | Crvena zvezda | 476      | 28         | 17.00 |
| 5.  | Todor Gečevski   | MZT Skopje    | 403      | 24         | 16.79 |

### Puntos
| Pos | Nombre           | Equipo        | Games | Puntos | PPP   |
| --- | ---------------- | ------------- | ----- | ------ | ----- |
| 1.  | Aleksandar Ćapin | Radnički      | 392   | 22     | 17.82 |
| 2.  | Igor Rakočević   | Crvena zvezda | 417   | 27     | 15.44 |
| 3.  | Marko Šutalo     | Široki        | 380   | 26     | 14.62 |
| 4.  | Romeo Travis     | Zadar         | 365   | 25     | 14.60 |
| 5.  | Terrico White    | Radnički      | 389   | 27     | 14.41 |

### Rebotes
| Pos | Nombre        | Equipo        | Partidos | Rebotes | RPP  |
| --- | ------------- | ------------- | -------- | ------- | ---- |
| 1.  | Boris Savović | Crvena zvezda | 232      | 28      | 8.29 |
| 2.  | Romeo Travis  | Zadar         | 195      | 25      | 7.80 |
| 3.  | Drew Gordon   | Partizan      | 195      | 26      | 7.50 |
| 4.  | Márton Báder  | Szolnoki Olaj | 177      | 24      | 7.38 |
| 5.  | Željko Šakić  | Široki        | 162      | 26      | 6.23 |

### Asistencias
| Pos | Nombre           | Equipo        | Partidos | Asistencias | APP  |
| --- | ---------------- | ------------- | -------- | ----------- | ---- |
| 1.  | Aleksandar Ćapin | Radnički      | 112      | 22          | 5.09 |
| 2.  | Srđan Subotić    | Split         | 125      | 26          | 4.81 |
| 3.  | Jakov Vladović   | Krka          | 113      | 26          | 4.35 |
| 4.  | Cliff Hammonds   | Igokea        | 106      | 27          | 3.93 |
| 5.  | Simon Balázs     | Szolnoki Olaj | 94       | 25          | 3.76 |

Fuente: ABA League Individual Statistics 